# Mary Dresselhuys Prijs
Der Mary Dresselhuys Prijs ist ein niederländischer Theaterpreis, der erstmals am 5. September 1992 vergeben wurde.

## Geschichte
Der Mary Dresselhuys Prijs wurde 1992 von dem Musical-, Theater-, Filmproduzenten und Medienmogul Joop van den Ende ins Leben gerufen, der mit dem Preis die Arbeit der Schauspielerin Mary Dresselhuys (1907–2004) würdigen wollte. Der Preis wird ungefähr alle zwei Jahre an einen Schauspieler, eine Schauspielerin oder ein Ensemble mit besonderem Talent verliehen.
Der jeweilig Ausgezeichnete erhält von der VandenEnde Foundation den Betrag von 12.500 Euro, den er für die persönliche Weiterentwicklung in allen Erscheinungsformen der Schauspielkunst ausgeben kann. Symbolisch begleitet durch eine Medaille mit der Abbildung von Dresselhuys, die jeweils vom Künstler Eric Claus angefertigt wird.
Aufgrund der COVID-19-Pandemie und der angeordneten Schließung der Theater musste 2021 die Vergabe des Mary Dresselhuys Prijs an die Regisseurin Eline Arbo fünf Mal verschoben werden.

## Ausgezeichnete
- 1992 – Mary Dresselhuys
- 1994 – Jeroen Willems
- 1996 – Katelijne Damen
- 1998 – Porgy Franssen
- 2000 – Ramsey Nasr
- 2002 – Sylvia Poorta
- 2004 – Jacob Derwig
- 2006 – Theaterkollektiv Wunderbaum
- 2008 – Beppie Melissen
- 2011 – Tjitske Reidinga
- 2013 – Fedja van Huêt
- 2015 – Anniek Pheifer
- 2017 – Steef de Jong
- 2021 – Eline Arbo
- 2022 – Janni Goslinga